# Victor Garber
Victor Joseph Garber (nascut el 16 de març de 1949) és un actor i cantant canadenc, que ha treballat a cinema, teatre i televisió. Els paper potser més coneguts de Garber han estat els de Jesús a Godspell, Jack Bristow a la sèrie de televisió Alias i el de Thomas Andrews a la pel·lícula de James Cameron Titanic.

## Biografia
Nascut a London, Ontario (Canadà), Garber és jueu d'ascendència russa. Els seus pares van ser Joe Garber i Hope Wolf (actriu, cantant i presentadora de At Home with Hope Garber). Té un germà, Nathan, i una germana, Alisa.
Assistí a la Ryerson Elementary School. També participà en el programa infantil del Grand Theatre, i amb 16 anys, va ser acceptat en un curs estiuenc de teatre a la Universitat de Toronto amb Robert Gill.
Començà a actuar amb només 9 anys, i estudià a la Universitat de Toronto des dels 16. El 1967, després d'un període treballant com a cantant folk, formà un grup de música folk anomenat The Sugar Shoppe amb Peter Mann, Laurie Hood i Lee Harris. El grup va gaudir d'un èxit moderat, actuant fins i tot a The Ed Sullivan Show i The Tonight Show Starring Johnny Carson abans de dissoldre's.
Ha treballat en diverses pel·lícules als Estats Units i el Canadà, així com a la televisió, entre elles Titanic, de James Cameron, en la qual adoptà un accent nord-irlandès per interpretar a l'enginyer naval Thomas Andrews; i a E.N.G., de CTV, on actuà ocasionalment.
Entre altres aparicions conegudes estan Godspell (versió teatral del Canadà de 1972 i la pel·lícula de 1973) com Jesús, Sleepless in Seattle (1993), Legally Blonde (2001), Annie (1999), o Tuck Everlasting (2002).
Un dels seus papers principals és el de Jack Bristow a la sèrie Alias, d'ABC. També ha aparegut a les sèries Justice de Fox o Eli Stone d'ABC. També ha aparegut a la sèrie de Fox Glee, com el pare de Will.
A Broadway va treballar a les produccions originals de Deathtrap, Sweeney Todd i Noises Off, així com al repartiment original d'Assassins a l'Off-Broadway, o al revival de 1990 de Damn Yankees. Ha estat nominat en 4 ocasions al Premi Tony, i presentà l'edició dels Tony de 1994, en la qual ell mateix estava nominat per Damn Yankees. El 1998 treballà a 'Art', amb Alan Alda i Alfred Molina. El 2005 interpretà a Frederic a la producció de Los Angeles de A Little Night Music, de Stephen Sondheim. El 2007 protagonitzà Follies, amb Donna Murphy; i el 2007 interpretà el paper d'en una producció de Present Laughter, de Noël Coward del Boston's Huntington Theatre.
El 2009, interpretà el super-villà Sinestro de DC Comics a la pel·lícula Green Lantern: First Flight. El mateix any interpretà un interrogador Klingon a la pel·lícula de J.J. Abrams' Star Trek, però les seves escenes no van ser incloses al muntatge final

## Filmografia

### Cinema
| Any  | Pel·lícula                                             | Paper                                   | Notes |
| ---- | ------------------------------------------------------ | --------------------------------------- | --- |
| 1973 | Godspell                                               | Jesus                                   | |
| 1988 | Liberace: Behind the Music                             | Liberace                                | |
| 1992 | Singles                                                | Noi de l'avió que acaba amb Debbie Hunt | |
| 1993 | Sleepless in Seattle                                   | Greg                                    | |
| 1994 | Exotica                                                | Harold Brown                            | |
| 1995 | Jeffrey                                                | Tim                                     | |
| 1996 | El club de les primeres esposes (The First Wives Club) | Bill Atchison                           | Premi NBR per Actuació Més Destacada d'Un Repartiment compartit Bette Midler, Goldie Hawn, Diane Keaton, Maggie Smith, Dan Hedaya, Sarah Jessica Parker, Stockard Channing, Stephen Collins, Elizabeth Berkley, Marcia Gay Harden, Bronson Pinchot, Eileen Heckart, Philip Bosco, Rob Reiner, i James Naughton                                                                    |
| 1997 | Titanic                                                | Thomas Andrews                          | Nominat - Premi Screen Actors Guild per Actuació Més Destacada d'Un Repartiment compartit per Suzy Amis, Kathy Bates, Leonardo DiCaprio, Frances Fisher, Bernard Hill, Jonathan Hyde, Bill Paxton, Gloria Stuart, David Warner, Kate Winslet, Billy Zane, Danny Nucci i Bernard Fox                                                                                               |
| 1997 | The Absolution of Anthony                              | Father Carson                           | |
| 1999 | Annie                                                  | Oliver Warbucks                         | |
| 1999 | Invisible Child                                        | Tim Beeman                              | |
| 2001 | Una rossa molt legal (Legally Blonde)                  | Professor Callahan                      | |
| 2002 | Tuck Everlasting                                       | Robert Foster                           | |
| 2002 | Home Room                                              | Detectiu Martin Van Zandt               | |
| 2003 | The Music Man                                          | Mayor Shinn                             | |
| 2008 | Em dic Harvey Milk                                     | Mayor George Moscone                    | Premi Critics Choice per Actuació Més Destacada d'Un Repartiment compartit Sean Penn, James Franco, Josh Brolin, Stephen Spinella, Denis O'Hare, Emile Hirsch i Diego Luna Nominat - Premi Screen Actors Guild per Actuació Més Destacada d'Un Repartiment compartit per Josh Brolin, Joseph Cross, James Franco, Emile Hirsch, Diego Luna, Denis O'Hare, Sean Penn i Alison Pill |
| 2009 | Green Lantern: First Flight                            | Sinestro                                | Veu |
| 2009 | Star Trek                                              | Interrogador Klingon                    | Escena esborrada |
| 2010 | You Again                                              | Mark                                    | |
| 2010 | The town: Ciutat de lladres                            | un ostatge durant el 1r robatori        | |

### Televisió
| Any         | Xou                                       | Paper                  | Notes |
| ----------- | ----------------------------------------- | ---------------------- | --- |
| 1985        | I Had Three Wives                         | Jackson Beaudine       | |
| 1987–1988   | The Days and Nights of Molly Dodd         | Dennis Widmer          | |
| 1991–1993   | E.N.G.                                    | Adam Hirsch            | |
| 1993        | Queen                                     | Digby                  | |
| 1993        | Dieppe                                    | Lord Louis Mountbatten | Nominat - Premi Gemini Award a la Millor Actuació d'un Actor en un Paper Protagonista en un Programa Dramàtic o minisèrie (1995) |
| 1997        | Cinderella                                | King Maximillian       | |
| 2000        | Frasier                                   | Ferguson               | Nominat - Premi Emmy per Actor Convidat Més Destacat en una Sèrie de Comèdia (2001) |
| 2001        | Life with Judy Garland: Me and My Shadows | Sid Luft               | Nominat - Premi Emmy per Actor de Repartiment Més Destacat en una Sèrie de Comèdia (2001) |
| 2001        | Digue'm Noel (Call Me Claus)              | Taylor                 | |
| 2001–2006   | Alias                                     | Agent Jack Bristow     | Premi Golden Satellited A la Millor Actuació d'un Actor de Repartiment en una Sèrie, Drama (2003) Premi Saturn per Actor de Repartiment Més Destacat en una Sèrie de Televisió (2003) Nominat - Premi Saturn per Actor de Repartiment Més Destacat en una Sèrie de Televisió (2004) Nominat - Premi Emmy per Actor de Repartiment Més Destacat en una Sèrie Dramàtica (2002–2004) Nominat - Premi Teen Choice (2005) |
| 2004        | Will & Grace                              | Peter Bovington        | Nominat - Premi Emmy per Actor Convidat Més Destacat en una Sèrie de Comèdia (2005) |
| 2006        | Justice                                   | Ron Trott              | |
| (2007–2008) | ReGenesis                                 | Oliver Roth            | |
| 2007        | Ugly Betty                                | Professor Barrett      | |
| (2008–2009) | Eli Stone                                 | Jordan Wethersby       | |
| 2009        | The Last Templar                          | Monsignor De Angelis   | |
| 2009        | Glee                                      | Will's Father          | |
| 2009        | Nurse Jackie                              | Neil Nutterman         | |
| 2010        | Republic of Doyle                         | Garrison Steel         | |

## Broadway
- The Shadow Box - 1977
- Tartuff - 1977
- Deathtrap - 1978 (Nominat al Tony)[6]
- Sweeney Todd - 1979 - com Anthony Hope
- They're Playing Our Song - 1981
- Little Me - 1982 (Nominat al Tony)
- Noises Off - 1983
- You Never Can Tell - 1986
- The Devil's Disciple - 1988
- Lend Me a Tenor - 1989 (Nominat al Tony)
- Two Shakespearean Actors - 1992
- Damn Yankees - 1994 (Nominat al Tony)
- Arcadia - 1995
- 'Art' - 1998
- Present Laughter - 2010
- She Loves Me - 2011 (concert)

## Off-Broadway
- Ghosts - 1973
- Joe's Opera -1975
- Cracks - 1976
- Wenceslas Square - 1988
- Love Letters - 1989
- Assassins - 1990